# Cleómedes de Astipalea
Cleómedes' de Astipalea (en griego antiguo: Κλεομήδης ο Αστυπάλαιος, romanizado: Kleomidis ho Astypalaios) fue un atleta de Astipalea que participó en la 72.ª Olimpiada de los Juegos Olímpicos, que tuvieron lugar en el 496 a. C.
Compitió en el boxeo, donde mató a Icos, un héroe de Epidauro. Pero los helanódicas no lo declararon ganador porque no había seguido las reglas en la pelea. Cleómedes lamentó enormemente su pérdida por haber manchado su historial, y mientras regresaba a su ciudad natal , tropezó con el gimnasio en el que aprendió a boxear por primera vez, y en un arrebato de manía, se desquitó de su dolor en la escuela, habitada por unos 60 niños, arrancando un pilar que sostenía el techo de la escuela, y supuestamente matando al menos a 27 niños. Los habitantes de Astipalea le persiguieron, por lo que Cleómedes se refugió en el templo de Atenea. Sus perseguidores se quedaron fuera del templo durante algún tiempo indecisos, sin saber si debían entrar y arrestarlo o no. Finalmente se decidieron y entraron, pero no pudieron encontrarlo en ninguna parte del templo. Entonces le preguntaron al oráculo y este respondió que Cleómedes era el «último de los héroes y deben rendirle culto» "ὕπατος ἡρώων Κλεομήδης Ἀστυπαλαιεύς ὅν θυσίαις τιμᾶθ ̓ ὡς μηκέτι θνητὸν ἐόντα".